# Selección de hockey sobre hierba sub-21 de los Países Bajos
La selección de hockey sobre hierba sub-21 de los Países Bajos representa a los Países Bajos en el hockey sobre césped internacional masculino sub-21 y está controlado por Koninklijke Nederlandse Hockey Bond, el organismo rector del hockey sobre césped en los Países Bajos.
El equipo compite en el Campeonato Europeo Juvenil de Hockey sobre Césped, que ha ganado un total de nueve veces. También han aparecido en todas las Copas Mundiales Juveniles donde su mejor resultado es ganar la medalla de plata en 1985 y 2009 .

## Participaciones

### Copa Mundial Junior de Hockey
- 1979 -
- 1982 - 6°
- 1985 -
- 1989 - 9°
- 1993 - 4°
- 1997 - 7°
- 2001 - 8°
- 2005 - 5°
- 2009 -
- 2013 -
- 2016 - 7°
- 2021 - Clasificado

### Campeonato Europeo Juvenil de Hockey sobre Césped
- 1976 -
- 1977 -
- 1978 -
- 1981 -
- 1984 -
- 1988 -
- 1992 -
- 1996 -
- 1998 -
- 2000 -
- 2002 -
- 2004 -
- 2006 -
- 2008 -
- 2010 -
- 2012 -
- 2014 -
- 2017 -
- 2019 -

## Jugadores

### Equipo actual
Los siguientes 25 jugadores fueron nombrados el 28 de septiembre de 2020 para el equipo de entrenamiento en preparación para la Copa Mundial Junior de Hockey Masculino de 2021 en India.
Entrenador: Michiel van der Struijk
Plantilla actualizada al 21 de julio de 2019, tras el partido contra  España.
| N.º | Pos.           | Jugador             | Fecha de nacimiento (edad)      | Pdos. | Club              |
| --- | -------------- | ------------------- | ------------------------------- | ----- | ----------------- |
|     | Delantero      | Jamie van Aart      |                                 | 0     | Oranje-Rood       |
|     |                | Bram van Battum     | 6 de agosto de 2001 (19 años)   | 9     | Kampong           |
|     |                | Max de Bie          | 6 de junio de 2000 (20 años)    | 0     | Oranje-Rood       |
|     | Delantero      | Brent van Bijnen    | 23 de julio de 2001 (19 años)   | 5     | Ámsterdam         |
|     |                | Menno Boeren        |                                 | 0     | Rotterdam         |
|     |                | Daan Bonhof         |                                 | 0     | Almere            |
|     |                | Maarten Bruisten    | 19 de febrero de 2001 (20 años) | 0     | SCHC              |
|     |                | Bouwe Buitenhuis    |                                 | 0     | Klein Zwitserland |
|     | Delantero      | Valentijn Charbon   | 21 de julio de 2000 (20 años)   | 8     | Ámsterdam         |
|     |                | Simon Dalderop      |                                 | 0     | Den Bosch         |
|     | Centrocampista | Luke Dommershuijzen |                                 | 0     | Ámsterdam         |
|     |                | Sam Figge           |                                 | 0     | Bloemendaal       |
|     |                | Pim Haring          |                                 | 0     | Oranje-Rood       |
|     |                | Olivier Hortensius  |                                 | 0     | Rotterdam         |
|     | Centrocampista | Guus Jansen         |                                 | 0     | Rotterdam         |
|     |                | Corbatas Klinkhamer | 16 de abril de 2000 (21 años)   | 10    | Ámsterdam         |
|     | Centrocampista | Silas Lageman       | 6 de marzo de 2001 (20 años)    | 2     | Kampong           |
|     | Centrocampista | Floris Middendorp   | 4 de junio de 2001 (19 años)    | 10    | Ámsterdam         |
|     | Delantero      | Hidde Parlevliet    |                                 | 0     | Den Bosch         |
|     |                | Alexander Schop     |                                 | 0     | Rotterdam         |
|     |                | Sheldon Schouten    | 24 de marzo de 2001 (20 años)   | 0     | Oranje-Rood       |
|     |                | Sam Steins Bisschop | 21 de octubre de 2000 (20 años) | 0     | SCHC              |
|     |                | Duco Telgenkamp     |                                 | 0     | HDM               |
|     | Portero        | Steven Verhoogt     |                                 | 0     | Pinoké            |
|     | Portero        | Flip Wijsman        | 22 de junio de 2001 (19 años)   | 0     | Almere            |